# Вернер Бест
Карл Рудольф Вернер Бест (нім. Karl Rudolf Werner Best; 10 липня 1903 — 23 червня 1989) — нацистський державний діяч, юрист, один з керівників СС, обергруппенфюрер СС (1944).

## Життєпис
Народився 10 липня 1903 року в місті Дармштадт в сім'ї поштового службовця. Закінчив курс класичної гімназії Дармштадта.
У 1919 році створив в Майнці націоналістичну групу, переважно молоді і студентів. Брав участь у антифранцузькому русі в Рурі, що вимагав повернення до складу Франції.
Слухав курси лекцій з проблем права, соціології та філософії у Франкфуртському, Фрайбурзькому й Гіссенському університетах. У 1927 році закінчив Гейдельберзький університет.
З 1929 року — чиновник управління юстиції землі Гессен, суддя робітничого суду.
Член НСДАП з 1930 року. Займався розробкою юридичних документів низки заходів партії, зокрема «Боксхеймських документів». Внаслідок розголошення цих паперів, був змушений залишити державну службу.
У 1931 році вступив до СС, у березні 1933 року призначений спеціальним поліцейським комісаром, а у липні того ж року — бургомістром землі Гессен. Один із засновників СД. У січні 1935 року очолив Управління керівництва і права СД, а під час формування у 1936 році Головного управління поліції безпеки — аналогічне управління. Після створення у вересні 1939 року Головного управління імперської безпеки (РСХА) призначений на посаду начальника 1-го управління. Завдяки своїм організаторським здібностям, спромігся перетворити СД у найсучаснішу розвідувальну службу, створивши в її структурі інформаційну картотеку, яка не мала аналогів у світі.
З 1936 року працював у Імперському міністерстві внутрішніх справ, де відповідав за питання внутрішньої безпеки. Після окупації Польщі у 1939 році направлений туди з метою організації боротьби з активістами руху Спротиву. Під його керівництвом проведено репресії польської інтелігенції, масові розстріли військовополонених, створено концентраційні табори.
У червні 1940 року призначений начальником Адміністративного управління в імперському комісаріаті Франції, з 1941 року — військовий представник в імперському комісаріаті Данії. З листопада 1942 року — імперський комісар Данії.
У травні 1945 року заарештований. Засуджений данським судом до смертної кари у 1949 році, яка була замінена 20 роками ув'язнення. У 1950 році амністований. Мешкав у ФРН. У 1958 році засуджений за звинуваченням у причетності до масових страт, проте за 3 роки звільнений за станом здоров'я. У 1972 році уряд ПНР звернувся з вимогою видачі В. Беста, як винного у військових злочинах на території Польщі, але уряд ФРН відмовився його видавати.
Помер 23 червня 1989 року в Мюльгеймі на Рурі.

## Нагороди
- Почесний кут старих бійців
- Золотий партійний знак НСДАП
- Спортивний знак СА в бронзі
- Німецький Олімпійський знак 1-го классу
- Медаль «У пам'ять 13 березня 1938 року»
- Медаль «У пам'ять 1 жовтня 1938» із застібкою «Празький град»
- Медаль «За будівництво оборонних укріплень»
- Медаль «За вислугу років у НСДАП» в бронзі та сріблі (15 років)
- Медаль «За вислугу років у СС» 4-го, 3-го і 2-го ступеня (12 років)
- Почесна шпага рейхсфюрера СС
- Кільце «Мертва голова»
- Хрест Воєнних заслуг 2-го і 1-го класу з мечами
- Нагрудний знак «За боротьбу з партизанами» в бронзі